# Sincretisme polític
La política sincrètica fa referència a la política fora del convencional espectre polític dreta-esquerra. La idea principal del sincretisme polític és que agafant posicions polítiques de neutralitat gràcies a la combinació d'elements associats amb l'esquerra i la dreta aconseguir reconciliació.. Aquest hiperònim es defineix per la negació dels dos pols estàndards d'un espectre polític unidimensional donat, es refereix a aproximacions bastant heterogènies.